# Orthoporus punctatissimus
Orthoporus punctatissimus är en mångfotingart som beskrevs av Filippo Silvestri 1897. Orthoporus punctatissimus ingår i släktet Orthoporus och familjen Spirostreptidae. Inga underarter finns listade i Catalogue of Life.